# Didemnum vermiforme
Didemnum vermiforme är en sjöpungsart som beskrevs av Kott 2002. Didemnum vermiforme ingår i släktet Didemnum och familjen Didemnidae. Inga underarter finns listade i Catalogue of Life.